# Barajul Motru
Barajul Motru este un baraj de pământ situat pe râul Motru. Barajul este etanșat cu un nucleu intern de argilă, așezat pe un teren de fundare format din roci stâncoase și nestâncoase. A fost proiectat de I.S.P.H. și inaugurat în anul 1982 .
Scopul acumulării este dublu: alimentare cu apă și producere de energie electrică.
Caracteristicile sale sunt:
- Înălțimea barajului 48 m
- Lungimea coronamentului 370 m
- Volumul apei acumulate în lac  4,8 mil. mc
- Suprafața ocupată de lac 37 ha
- Suprafața bazinului 79 kmp
- Debitul deversor, de tip liber 700 mc/s

Apa acumulată în lacul Motru este dirijată subteran către hidroagregatele aferente centralei hidro-electrice Tismana, prin intermediul aducțiunii subterane Motru-Pocruia-Tismana cu o lungime de 8.580 m, cu diametrul interior de 3,6 m, la o diferență maximă de nivel de 263 m.
În prezent, lacul este deținut de Hidroelectrica S.A.
În aval de barajul Motru a fost realizat un sistem de avertizare-alarmare pentru cazul cel mai defavorabil și anume producerea unei breșe de 270 m în corpul barajului Motru. Sistemul are în componență 9 sirene electronice și un sistem de retranslație. Acționarea sistemului se face de la centrala de comandă existentă la dispeceratul SH. Târgu Jiu.